# Metaltech: Battledrome
Metaltech: Battledrome est un jeu vidéo de simulation de mecha développé par Dynamix et édité par Sierra On-Line, sorti en 1994 sur DOS.

## Accueil
- PC Team : 82 %[1]